# Gyrodyne
La empresa Gyrodyne Company of America fue fundada en 1946 por Peter J. Papadakos (26 de julio de 1914 -26 de mayo de 1992), utilizando los activos que compró a la quiebra Bendix Helicopter Company que se estaba desarrollando un helicóptero monoplaza de rotor co-axial sincronizado. 
Inicialmente, la compañía comenzó el desarrollo del sistema de rotor co-axial en las instalaciones de campo en Fitzmaurice en Massapequa, Nueva York, en Long Island. El 1 de julio de 1951 el Sr. Papadakos adquirió la propiedad, conocida originalmente como "Flowerfield", en San James, Nueva York. Fue en este lugar que siguió el desarrollo del concepto de co-axial del rotor del helicóptero. Después de haber superado con éxito los problemas de control con el concepto, la primera empresa construyó la XRON '-1 Rotorcycle que se convirtió en la base de la Drone Anti-Submarine Helicopter (DASH), la primera llamada el DSN Gyrodyne DSN-1 antes de volver a su designación como la QH '-50A. Este desarrollo se inició a mediados de la década de 1950 y la producción, se prolongó hasta finales de 1960, a través de una serie de modelos mejorados. 
El DASH fue empleado en el destructor del tamaño de los buques a través de la década de 1960 y en la década de 1970 hasta que fue sustituido por elLight Airborne Multi-Purpose Misión de buques (lámparas)basada en los helicópteros. 
Posteriormente, la empresa participa en diversas actividades con el QH-50 de diseño y conceptos. Tras la muerte de Papadakos ', en 1999, todos los QH-50 los activos de la empresa se coloca en el cuidado de los Aviodyne EE.UU. de Los Ángeles, California. Gyrodyne Company of America convertido sus instalaciones de fabricación anterior a las propiedades de alquiler, y su negocio actual es el alquiler de la propiedad. 

## Listado de Aeronaves desarrolladas por la Gyrodyne Company of America
- Gyrodyne GCA-2
- Gyrodyne GCA-24
- Gyrodyne DSN DASH
- Gyrodyne RON Rotorcycle
- Gyrodyne coaxil-rotor helicopter
- Gyrodyne Convertiplane
- Gyrodyne Military Convertiplane
- Gyrodyne Gyroliner

## Listado de helicópteros y aeronaves con rotor
- Listado de Helicópteros